# 消失的特別列車
消失的特別列車是阿瑟·柯南·道爾所著的短篇小說，原發表於《史全德》雜誌1898年8月號，部分人認為故事屬於福爾摩斯探案，但在故事中沒有明確說明。

## 故事簡介
一名商人與他的隨從急事要從利物浦到倫敦，因此他們在利物浦的車站包了一班特別列車，只是列車中途無故消失，一直都未能找回，成為懸案。直至8年後，行兇者入獄，才將事實的經過透露。原來該名商人掌握了法國一眾名流巨商的犯罪證據，所以這批巨商要買兇殺死他。行兇者從南美洲追蹤到英格蘭，在英格蘭已經部署好殺人計劃，他買通了列車公司的人，又暗地重鋪連接到礦井的列車軌，讓商人連人帶車直接撞進礦井裡。